# Collins Avenue

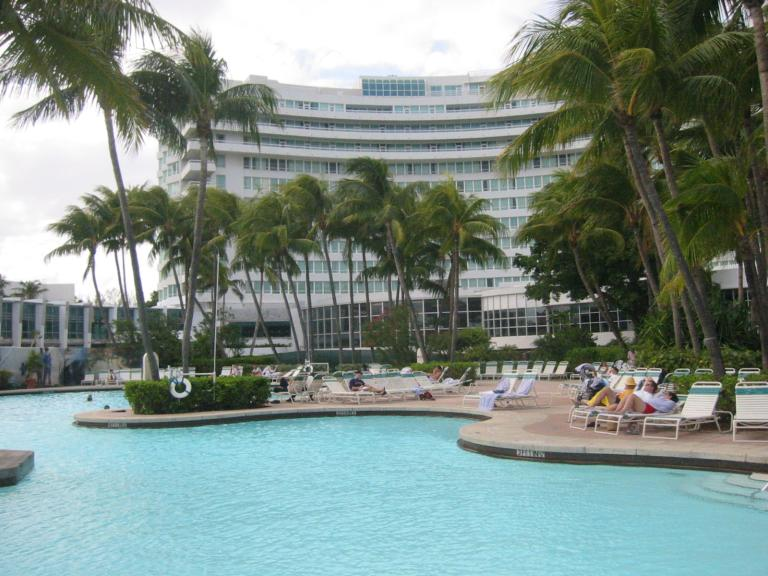
Le Fontainebleau Hotel Miami Beach
au 4441 Collins Avenue

Collins Avenue est une avenue de Miami Beach, en Floride. Elle traverse selon un axe nord-sud le quartier de South Beach et contient de nombreux bâtiments historiques représentatifs du style Art déco.
Collins Avenue a été nommée en hommage à John S. Collins (1837–1928) constructeur qui édifia le premier pont, au-dessus de Biscayne Bay, reliant Miami Beach au continent, avec l'aide financière de Carl Graham Fisher.
Parallèle à l'océan Atlantique, elle est la 3e avenue à partir de la mer. Elle est également la Florida State Road A1A
Curieusement l'avenue est tout d'abord une impasse située au sud-est de l'avenue elle-même.
L'avenue principale qui démarre à South Point drive, dépasse largement les limites de Miami Beach (87e rue) puisqu'elle se prolonge loin au nord, sur plus de 20 km, jusqu'au numéro 19432, à Sunny Isles Beach. Au nord de la 196e rue, limite des comtés de Miami-Dade et de Broward, Collins fait place à l'Ocean boulevard et la prestigieuse avenue devient une route ordinaire.
Au Nord de la 41e rue, l'avenue chemine entre l'océan Atlantique et l'Indian Creek, bordée de palmiers, et d'hôtels célèbres des années 1950 et 60 tels que l'Eden Roc et le Fontainebleau Hôtel (où furent tournées quelque scènes du film « The BodyGuard »). Ce dernier a été construit par Morris Lapidus, dans des courbes de style néo-baroque flamboyant qui caractérise le style années 1950 de l'hôtel de villégiature « Miami Beach ».
Dessinée comme une « artère millionnaire », Collins Avenue est bordée par des hôtels historiques comme Le Wyndham Miami Beach Resort, anciennement connu sous le nom The Westin Resort, anciennement connu sous le nom de l'Hôtel Doral.
Le « Miami International Boat Show » se produit sur Collins Avenue.
Outre ses hôtels Art Déco, Collins héberge plusieurs boîtes de nuit au nord, notamment Rokbar, au 1905, et Mynt, au 1921.